# Greta Scacchi
Greta Scacchi (Milà, Itàlia, 18 de febrer de 1960) és una actriu italo-britànica naturalitzada australiana.

## Biografia
Greta Scacchi neix d'una mare anglesa ballarina i d'un pare italià, pintor. Els seus pares es divorcien quan té tres anys, i la seva mare torna a Anglaterra amb Greta i els seus dos germans grans. L'any 1975, la família es desplaça a Austràlia, la seva mare es torna a casar.
L'any 1977, Greta Scacchi torna a Anglaterra per a llançar-se a una carrera d'actriu; estudia a l'escola de teatre del Bristol Old Vic, amb Miranda Richardson i Amanda Redman. L'any 1982, comença al cinema amb el film alemany Das Zweite Gesicht, a continuació actua en diversos films com Heat and Dust (1983), Passions a Kenya (1987), Presumpte innocent, 1990), El joc de Hollywood (1993), i Country Life (1994).
L'any 1996 guanya un Premi Emmy per a la seva contribució al telefilm Rasputin: Dark Servant of Destiny. Aquell any era membre del jurat de Canes. Va ser nominada per a un Premis Globus d'Or i d'altres premis.
El febrer de 2010, interpreta Désirée Armfeldt a la comèdia musical A Little Night Music de Stephen Sondheim al Théâtre du Châtelet a París, en lloc de Kristin Scott Thomas.
L'any 2012, posa nua per a la campanya Fish Love amb la finalitat de sensibilitzar el públic contra la Sobrepesca.

## Vida privada
Entre 1983 i 1989, surt amb el cantant neo-zelandès Tim Finn. Del seu matrimoni amb l'actor americà Vincent D'Onofrio (1989-1993), ha tingut una filla, Leila, nascuda el 20 de març de 1992. Té també un fill, Matteo, nascut l'any 1998, amb el seu cosí i company, Carlo Mantegazza.

## Filmografia

### Cinema
- 1982: Das Zweite Gesicht, de Dominik Graf: Anna
- 1982: Heat and Dust  de James Ivory: Olivia
- 1982: Dead on Time, de Lyndall Hobbs: Jolie fille
- 1984: The Ebony Tower, de Robert Knights: Diana, « la rateta »
- 1984: Coca Cola Kid, de Dušan Makavejev: Terri
- 1984: Burke and Wills, de Graeme Clifford: Julia Matthews
- 1984: Defence of the Realm, de David Drury: Nina Beckman
- 1987: A Man in Love, de Diane Kurys: Jane Steiner
- 1987: Good Morning, Babilònia (Good Morning, Babylon), de Paolo Taviani et Vittorio Taviani: Edna Bonnano
- 1987: Passions a Kenya (White Mischief), de Michael Radford: Lady Diana Broughton
- 1988: Paura e amore, de Margarethe von Trotta: Maria
- 1988: La donna della luna, de Vito Zagarrio: Angela
- 1990: Presumpte innocent (Presumed Innocent), d'Alan J. Pakula: Carolyn Polhemus
- 1991:  La nit dels vidres trencats (Shattered), de Wolfgang Petersen: Judith Merrick
- 1991: Fires Within, de Gillian Armstrong: Isabel
- 1992: Turtle Beach, de Stephen Wallace: Judith
- 1992: El joc de Hollywood (The Player), de Robert Altman: June Gudmundsdottir
- 1992: Salt on Our Skin d'Andrew Birkin: George
- 1994: La versió Browning (The Browing Version), de Mike Figgis: Laura Crocker-Harris
- 1994: Country Life, de Michael Blakemore: Deborah Voysey
- 1995: Jefferson in Paris, de James Ivory: Maria Cosway
- 1996: Cosi de Mark Joffe: una pacient
- 1996: Emma, de Douglas McGrath: Sra. Weston
- 1996: Rasputin: Dark Servant of Destiny d'Uli Edel: Tsarina Alexandra
- 1997: The Serpent's Kiss, de Philippe Rousselot: Juliana
- 1998: The Red Violin, de François Girard: Victoria Byrd (Oxford)
- 1999: The Manor, de Ken Berris: Sra. Ravenscroft
- 1999: Tom's Midnight Garden, de Willard Carroll: tia Gwen Kitson
- 1998: Love and Rage, de Cathal Black: Agnes MacDonnell
- 1999: Cotton Mary, d'Ismail Merchant: Lily MacIntosh
- 1999: Ladies Room, de Gabriella Cristiani: Lucia
- 2000: Looking for Alibrandi, de Kate Woods: Christina Alibrandi
- 2000: One of the Hollywood Ten, de Karl Francis: Gale Sondergaard
- 2001: Festival in Cannes, de Henry Jaglom: Alice Palmer
- 2003: Il ronzio delle mosche, de Dario D'Ambrosi: Natalia
- 2003: Baltic Storm, de Reuben Leder: Julia Reuter
- 2004: Sotto falso nome, de Roberto Andò: Nicoletta
- 2004: Beyond the Sea, de Kevin Spacey: Mary Duvan
- 2005: Flightplan, de Robert Schwentke: la terapeuta
- 2006: The Book Of Revelation, d'Ana Kokkinos: Isabelle
- 2007: Shoot on Sight, de Jag Mundhra: Susan Ali
- 2008: Retour à Brideshead, de Julian Jarrold: Cara
- 2009: L'amore nascosto, d'Alessandro Capone: Dra Madeleine Nielsen
- 2010: Ways to Live Forever, de Gustavo Ron: consellera
- 2010: Un altro mondo, de Silvio Muccino: Cristina
- 2014: The Falling, de Carol Morley: Miss Mantel
- 2015: North v South, de Steven Nesbit: Sra. Singer
- 2017: La ragazza nella nebbia: Beatrice Leman

### Televisió

#### Telefilms
- 1984: La Dama de les Camelies (1984), de Desmond Davis (telefilm): Marguerite Gautier
- 1985 :Dr. Fischer of Geneva, de Michael Lindsay-Hogg (telefilm): Anna-Luise Fischer
- 1996: Rasputin, d'Uli Edel (telefilm): la tsarina Alexandra
- 1997: The Odyssey, d'Andrei Mikhalkov-Kontxalovski (telefilm): Pénélope
- 1998: Macbeth, de Michael Bogdanov (telefilm): Lady Macbeth
- 2000: Christmas Glory 2000: ella mateixa
- 2002: Jeffrey Archer: The Truth, de Guy Jenkin (telefilm): Margaret Thatcher
- 2008: Miss Austen Regrets, de Jeremy Lovering (telefilm): Cassandra Austen
- 2011: Hindenburg: el gegant dels aires, de Philipp Kadelbach (telefilm): Helen Van Zandt

#### Sèries
- 1984: Waterfront, de Chris Thomson (minisèrie): Anna Cheri
- 2001: The Farm, de Kate Woods (minisèrie): Liz Cooper
- 2002: Daniel Deronda, de Tom Hooper (minisèrie): Lydia Glasher
- 2006: Broken Trail, de Walter Hill (minisèrie): Nola Johns
- 2006: Nightmares & Dreamscapes, de Rob Bowman i Mikael Salomon (minisèrie): Dr Katie Arlen (episodi Sala d'autòpsia quatre)
- 2006: Miss Marple, de Peter Medak (sèrie de televisió): Tuppence Beresford (episodi El meu petit dit m'ha dit)
- 2013: Hèrcules Poirot, (episodi Una memòria d'elefant)
- 2016: War & Peace: Comtessa Natalia Rostov
- 2017: Versailles (temporada 2), de Thomas Vincent i Andrew Bampfield: Madeleine de Foix.

## Premis i nominacions

### Premis
- Premis Emmy 1996 a la millor actriu secundària en una mini-sèrie per Raspoutin

### Nominacions
- BAFTA 1984 de la revelació per Heat and Dust
- Globus d'Or 1997 a la millor actriu secundària en una mini-série per Rasputin
- Premi Screen Actors Guild 2007 a la millor actriu en un telefilm o una mini-sèrie per Broken Trail
- Premi Emmy 2007 a la millor actriu en un telefilm o una mini-sèrie per Broken Trail